# Roztocki Wodospad
Roztocki Wodospad (słow. Ráztocký vodopad) – wodospad na Roztockim Potoku (Ráztocký potok, Ráztoka) na Słowacji, znajdujący się tuż powyżej Obłazów. Na niektórych słowackich mapach jest uznawany za dopływ Kwaczanki. Znajduje się w Górach Choczańskich
Wodospad znajduje się tuż przy niebieskim szlaku turystycznym z Kwaczan do Wielkiego Borowego i jest widoczny ze szlaku. Prowadzi do niego krótka ścieżka przekraczająca Roztocki Potok brodem bez kładki. Obok Roztockiego Wodospadu zamontowano drabinę, którą można wejść na próg wodospadu. Ma on wysokość 8 metrów i woda spadająca z jego skalnego progu wybiła pod nim głęboki banior.